# Paolo Lorenzi
Paolo Lorenzi (ur. 15 grudnia 1981 w Rzymie) – włoski tenisista, reprezentant w Pucharze Davisa, olimpijczyk z Rio de Janeiro (2016).

## Kariera tenisowa
Lorenzi karierę tenisową rozpoczął w 2003 roku.
Wielokrotnie w swojej karierze wygrywał zawody z cyklu ATP Challenger Tour. W lipcu 2016 roku zwyciężył w zawodach rangi ATP World Tour, w Kitzbühel. W spotkaniu finałowym pokonał Nikoloza Basilaszwiliego. Lorenzi jest także finalistą turnieju w São Paulo z sezonu 2014 oraz Quito i Umagu z sezonu 2017.
W grze podwójnej Lorenzi zwyciężył w 1 turnieju kategorii ATP Tour, w lutym 2013 roku w Viña del Mar. Wspólnie z Potito Starace pokonali w spotkaniu o tytuł Juana Mónaco i Rafaela Nadala. Dodatkowo Włoch przegrał 2 finały.
W marcu roku 2010 Włoch zadebiutował w Pucharze Davisa w meczu przeciwko reprezentacji Holandii. Lorenzi pokonał w swoim meczu singlowym Igora Sijslinga 6:4, 6:3, a Włosi ostatecznie wygrali rywalizację 4:1.
W 2016 zagrał w turnieju singlowym na igrzyskach olimpijskich w Rio de Janeiro, dochodząc do 2. rundy.
Najwyżej sklasyfikowany w rankingu singlistów był na 33. miejscu 15 maja 2017 roku, natomiast w zestawieniu deblistów 29 stycznia 2018 roku zajmował 82. pozycję.
W 2021 roku zakończył karierę zawodową.

### Finały w turniejach ATP Tour
| Legenda                                      |
| -------------------------------------------- |
| Wielki Szlem                                 |
| Igrzyska olimpijskie                         |
| Tennis Masters Cup / ATP Finals              |
| ATP Masters Series / ATP Tour Masters 1000   |
| ATP International Series Gold / ATP Tour 500 |
| ATP International Series / ATP Tour 250      |

#### Gra pojedyncza (1–3)
| Końcowy wynik | Nr | Data           | Turniej   | Nawierzchnia   | Przeciwnik           | Wynik finału        |
| ------------- | -- | -------------- | --------- | -------------- | -------------------- | ------------------- |
| Finalista     | 1. | 2 marca 2014   | São Paulo | Ceglana (hala) | Federico Delbonis    | 6:4, 3:6, 4:6       |
| Zwycięzca     | 1. | 24 lipca 2016  | Kitzbühel | Ceglana        | Nikoloz Basilaszwili | 6:3, 6:4            |
| Finalista     | 2. | 12 lutego 2017 | Quito     | Ceglana        | Víctor Estrella      | 7:6(2), 5:7, 6:7(6) |
| Finalista     | 3. | 23 lipca 2017  | Umag      | Ceglana        | Andriej Rublow       | 4:6, 2:6            |

#### Gra podwójna (1–2)
| Końcowy wynik | Nr | Data           | Turniej      | Nawierzchnia   | Partner           | Przeciwnicy                       | Wynik finału |
| ------------- | -- | -------------- | ------------ | -------------- | ----------------- | --------------------------------- | ------------ |
| Zwycięzca     | 1. | 10 lutego 2013 | Viña del Mar | Ceglana        | Potito Starace    | Juan Mónaco Rafael Nadal          | 6:2, 6:4     |
| Finalista     | 1. | 15 lutego 2015 | São Paulo    | Ceglana (hala) | Diego Schwartzman | Juan Sebastián Cabal Robert Farah | 4:6, 2:6     |
| Finalista     | 2. | 14 lutego 2016 | Buenos Aires | Ceglana        | Íñigo Cervantes   | Juan Sebastián Cabal Robert Farah | 3:6, 0:6     |